# Hopewell (Wirginia)
Hopewell – miasto w Stanach Zjednoczonych, w stanie Wirginia. Miasto to ma status miasta niezależnego.